# Того на Олимпијским играма
Того се први пут појавио на Олимпијским играма 1972. године и од тада Того је пропустио само две наредне Летње олимпијске игре. На игре које су одржане 1976. се придружио бојкоту Новог Зеланда од стране афричких земаља а 1980. се придружио бојкоту московске олимпијаде који су предводиле САД.
На Зимске олимпијске игре Того је први пут учествовао 2014. године. Представници Тога, закључно са Олимпијским играма одржаним 2016. године у Рио де Жанеироу, су освојили 1 олимпијску медаљу, бронзану у кајак слалому К-1, на играма одржаним 2008. године.
Национални олимпијски комитет Тога (Comité National Olympique Togolais) је основан 1963. а признат од стране Међународног олимпијског комитета 1965. године.

## Медаље
| Медаља | Атлетичар         | Игре         | Спорт | Спортска дисциплина |
| ------ | ----------------- | ------------ | ----- | ------------------- |
| Бронза | Бенџамин Боукпети | 2008. Пекинг | Кајак | слалом К-1 мушки    |

### Освојене медаље на ЛОИ
| Учешће и освојене медаље Тога на ЛОИ |                      |                      |                      |                      |                      |                      |                      |                      |                      |                      |
| ЛОИ                                  | Носилац заставе      | Учешће               | Муш.                 | Жене                 | спорт.               | Злато                | Сребро               | Бронза               | Укупно               | Ранг                 |
| 1972 Минхен                          |                      |                      |                      |                      |                      | 0                    | 0                    | 0                    | 0                    |                      |
| 1976 Монтреал                        | Того није учествовао | Того није учествовао | Того није учествовао | Того није учествовао | Того није учествовао | Того није учествовао | Того није учествовао | Того није учествовао | Того није учествовао | Того није учествовао |
| 1980 Москва                          | Того није учествовао | Того није учествовао | Того није учествовао | Того није учествовао | Того није учествовао | Того није учествовао | Того није учествовао | Того није учествовао | Того није учествовао | Того није учествовао |
| 1984 Лос Анђелес                     |                      |                      |                      |                      |                      | 0                    | 0                    | 0                    | 0                    |                      |
| 1988 Сеул                            |                      |                      |                      |                      |                      | 0                    | 0                    | 0                    | 0                    |                      |
| 1992 Барселона                       |                      |                      |                      |                      |                      | 0                    | 0                    | 0                    | 0                    |                      |
| 1996 Атланта                         |                      |                      |                      |                      |                      | 0                    | 0                    | 0                    | 0                    |                      |
| 2000 Сиднеј                          |                      |                      |                      |                      |                      | 0                    | 0                    | 0                    | 0                    |                      |
| 2004 Атина                           |                      |                      |                      |                      |                      | 0                    | 0                    | 0                    | 0                    |                      |
| 2008 Пекинг                          |                      |                      |                      |                      |                      | 0                    | 0                    | 1                    | 1                    |                      |
| 2012 Лондон                          |                      |                      |                      |                      |                      | 0                    | 0                    | 0                    | 0                    |                      |
| 2016 Рио де Жанеиро                  |                      |                      |                      |                      |                      | 0                    | 0                    | 0                    | 0                    |                      |
| 2020. Токио                          |                      |                      |                      |                      |                      |                      |                      |                      |                      |                      |
| 2024. Париз                          |                      |                      |                      |                      |                      |                      |                      |                      |                      |                      |
| 2028. Лос Анђелес                    | предстојећи догађај  |                      |                      |                      |                      |                      |                      |                      |                      |                      |
| 2032. Бризбејн                       | предстојећи догађај  |                      |                      |                      |                      |                      |                      |                      |                      |                      |
| Укупно                               |                      |                      |                      |                      |                      | 0                    | 0                    | 1                    | 1                    |                      |

### Освојене медаље на ЗОИ
| Освојене медаље Тога на ЗОИ |                     |        |      |      |        |       |        |        |        |      |
| ЛОИ                         | Носилац заставе     | Учешће | Муш. | Жене | спорт. | Злато | Сребро | Бронза | Укупно | Ранг |
| 2014. Сочи                  |                     |        |      |      |        | 0     | 0      | 0      | 0      |      |
| 2018. Пјонгчанг             |                     |        |      |      |        |       |        |        |        |      |
| 2022. Пекинг                |                     |        |      |      |        |       |        |        |        |      |
| 2026. Милано и Кортина      | предстојећи догађај |        |      |      |        |       |        |        |        |      |
| 2030. Француски Алпи        | предстојећи догађај |        |      |      |        |       |        |        |        |      |
| 2034. Солт Лејк Сити        | предстојећи догађај |        |      |      |        |       |        |        |        |      |
| Укупно                      |                     |        |      |      |        | 0     | 0      | 0      | 0      |      |